# Wrex Tarr
Wrexham „Wrex“ Tarr (* 24. Juni 1934; † 11. Juni 2006 in East London, Südafrika) war ein rhodesischer Bogenschütze, Komödiant und Nachrichten-Moderator.
Tarr, 1,84 m groß und 92 kg schwer, nahm wie seine zweite Frau Merrellyn an den Olympischen Spielen 1988 in Seoul teil. Er belegte Platz 78 und wurde mit der Mannschaft 21.
Aus erster Ehe hatte Tarr drei Kinder; er wurde außerhalb des Sports auch besonders durch zwei Aufnahmen bekannt, „Futi Chilapalapa“ und „Cream of Chilapalapa“. Vorher hatte er für das rhodesische Fernsehen als Nachrichtensprecher gearbeitet.